# Parathyma subrata
Parathyma subrata är en fjärilsart som beskrevs av Moore 1858. Parathyma subrata ingår i släktet Parathyma och familjen praktfjärilar. Inga underarter finns listade i Catalogue of Life.